# 동성왕
동성왕(東城王, 468년경 ~ 501년 음력 12월, 재위 : 479년 음력 11월 ~ 501년 음력 11월)은 백제의 제24대 왕이다. 성은 부여(扶餘), 이름은 모대(牟大)이다. 또 다른 이름은 마모(摩牟)·마제(麻帝)·말다(末多)·여대(餘大)등이 있다. 제22대 왕인 문주왕의 아우인 좌평 곤지의 둘째 아들로서 담력이 있고 활을 쏘는 솜씨가 뛰어나서 백발백중이었다. 삼근왕 때 일어난 해구(解仇)의 반란을 평정한 뒤 정권을 잡은 진씨(眞氏) 세력에 의해 옹립되어 삼근왕의 뒤를 이었다.
479년부터 501년까지 재위하는 동안 479년부터 482년까지 진로(眞老)가 실권을 맡았고 482년부터 501년 죽을 때까지 친정하였다.

## 생애
동성왕의 본명은 모대 또는 여대, 마모이고, 일본의 일본서기와 속일본기에는 말다로 기록되어 있다. 삼국사기와 삼국유사에는 동성왕은 전지왕의 손자로, 개로왕의 동생 곤지의 아들이다. 일본의 일본서기에도 동성왕은 곤지의 아들이라 한다. 모후의 이름은 전하지 않는다. 동성왕이 어린 나이에 즉위했다는 일본서기의 기록에 따라 학계에서는 동성왕이 친정을 시작한 시기로 추정되는 재위 8년인 486년 당시 동성왕의 나이를 18세로 보고 468년경에 태어난 것으로 보고 있다.
일본에서 체류하다 사촌 삼근왕이 살해되자 아버지 곤지에 의해 백제로 보내져 어린 나이에 즉위하였다. 백제 왕실은 고구려의 남하라는 국가적 위기상황과 왕실의 권위가 추락한 상태에서 귀족세력들로부터 정국운영의 주도권을 찾아오기 위해, 461년 곤지의 왜 파견 이후 확보되었던 가와찌 지역의 경제력과 곤지를 정치적으로 후원하고 있던 왜국의 도움을 필요로 했기 때문에 그의 아들인 동성이 왕위에 오를 수 있었다.
동성왕은 《삼국사기》의 기록에 따르면, 481년(동성왕 3년)에 신라의 북쪽 변경을 침공한 고구려와 말갈의 연합군을, 신라 및 가야와 연합하여 격퇴했으며, 484년(동성왕 6년)에는 중국 남조(南朝)의 남제에도 사신을 보내고자 시도하고, 이듬해인 485년(동성왕 7년)에는 신라에도 사신을 보내는 등 외교에도 힘을 쏟았다.
488년(동성왕 10년) 백제를 침공한 북위의 기병을 사법명 등을 시켜 격퇴했으며, 493년(동성왕 15년) 신라의 왕녀를 맞이하여 왕비로 삼고, 494년(동성왕 16년)과 495년 두 해에 걸쳐 백제와 신라를 번갈아 침공해오는 고구려의 군대를 신라와 연합해 격퇴하는 등, 신라와의 동맹을 더욱 돈독히 다졌다. 498년에 공물과 세금을 바치지 않는 탐라국(지금의 제주도)을 친히 정벌하고자 무진주(武珍州: 지금의 광주)에 이르렀다가, 탐라국의 항복을 받고 그만두면서 탐라국을 복속시켰다.
웅진 천도 이후 계속된 혼란을 수습하는데 많은 업적을 남겼지만, 말기에 이르러서는 점차 향락에 빠져 정치를 돌보지 않으며 놀기만 했다. 499년(동성왕 21년) 가뭄이 들어 백성들이 굶주려 죽어나가자, 궁궐의 창고를 열어서 백성들을 구제하자는 신하들의 권고도 받아들이지 않고, 500년(동성왕 22년) 봄에 웅진성 동쪽에 임류각(臨流閣)을 짓고 사치스러운 정원을 만들었다. 또한 신하들이 간언하는 것을 귀찮아하며 궁궐의 문까지 닫아버릴 정도로 사치와 향락을 일삼았다.
삼국사기와 삼국유사에 의하면 501년(동성왕 23년) 겨울 음력 11월, 사냥을 나갔다가 폭설을 만나 근처에서 머무르던 중, 왕의 정책에 반발을 한 위사좌평(衛士佐平) 백가(苩加)가 보낸 자객의 칼에 찔려 혼수상태에 빠졌고, 현장에서 바로 사망하지 않고, 부상을 입은 채 웅진성으로 돌아왔지만 이듬해 음력 12월에 사망했다.
일본서기는 백제신찬이라는 것을 인용하여 "백제신찬에 이르기를 말다왕이 무도하여 폭정을 펼치니, 백성들을 학대하였다. 백제의 국인이 함께 그를 제거하였다. 무령왕을 옹립하니 휘는 사마왕인데, 곤지왕자의 아들이다. 즉, 말다왕(동성왕)은 이모형(이복형)이다.(百濟新撰云; 末多王無道暴虐百姓 國人共除 武寧立 諱斯麻王 是 昆支王子之子, 則末多王異母兄也"라고 기록되었다. 그가 죽은 뒤에 동성왕(東城王)이라는 시호(諡號)를 받았다. 능의 위치는 미상이다.

## 지배세력의 재편성
도읍지인 한성을 잃은 백제는 왕족이 대거 죽음을 당했을 뿐 아니라 남은 무리를 이끌고 웅진으로 천도하면서 재지기반 또한 미약해진 상태였다. 이러한 어려움을 극복하기 위해서 동성왕은 웅진 지역의 영향력이 있는 세력을 포섭하고 지배층을 재편성하여 왕권을 강화시키고자 하였다.
기존 왕족 중심의 왕후제(王侯制)를 동성왕의 왕권 강화에 기여한 귀족 중심의 작제적 성격의 왕후제로 개편하여 적극 활용하였다. 이와 더불어 좌평의 직능 분화의 과정을 통해 관료제를 진전시켰다. 이는 무령왕대에도 지속적으로 추진되어 '갱위강국(更爲强國)'을 칭할 정도의 정치적 안정을 다질 수 있었다. 이러한 상황 전개는 성왕대에 새로운 정치를 전개할 수 있는 한 요인으로 작용하였다.

## 무령왕과의 관계
삼국사기와 삼국유사의 기록에 의하면 무령왕은 동성왕의 둘째 아들이라고 한다. 그러나 일본측의 저서인 일본서기에 의하면 무령왕은 곤지의 첫째 아들이고 동성왕의 형이라고 한다. 한편 그의 딸 보과부인(寶菓夫人)은 신라 법흥왕의 후궁이 되었고 남모의 외조부가 된다.
일본서기에 의하면 동성왕은 무령왕의 이복 동생이다. 1971년 공주 송산리 왕릉에서 발견된 지석(誌石)에 의해 무령왕이 462년에 태어났음이 밝혀지면서 이 가설은 신뢰를 얻었다. 무령왕은 461년 혹은 462년 출생하였고 523년 사망함이 묘지명에 기록되었다. 한편 동성왕은 465년생인 삼근왕이 479년에 사망한 이후 즉위 당시 동성왕이 어린 나이였다는 기록이 있어 대략 468년경에 출생했고 501년에 백가에게 시해되었다.

## 가계
- 아버지 : 곤지(昆支)
  - 이복형 : 무령왕 사마(武寧王 斯麻) - 삼국사기와 삼국유사에 따르면 무령왕은 동성왕의 아들이지만 일본서기에 따르면 무령왕은 동성왕의 배다른 형이다.[11] 일단 무령왕릉 발굴 결과 무령왕이 동성왕보다 나이가 많았으므로 아들이 아닌 것은 확실하다.
  - 왕비 : 신라 이찬 비지의 딸
    - 아들
    - 아들 : 동성자언(東城子言)?
    - 아들 : 동성자막고(東城子莫古)?
      -         - 후손 : 동성도천(東城道天)?

## 동성왕이 등장하는 작품
- 《제왕의 딸 수백향》(MBC, 2013년, 배우:정찬)

## 같이 보기
- 신라
  - 소지 마립간 (479년 ~ 500년)
  - 지증 마립간 (500년 ~ 514년)
- 고구려
  - 장수왕 (413년 ~ 491년)
  - 문자명왕 (492년 ~ 519년)
- 가야
  - 질지왕 (451년~491년)
  - 겸지왕 (491년~521년)
- 왜
  - 유랴쿠 천황 (457년~479년)
  - 세이네이 천황 (480년~484년)
  - 겐조 천황 (485년~487년)
  - 닌켄 천황 (488년~498년)
  - 부레쓰 천황 (498년~507년)
- 북위
  - 북위 고조 효문제 (471년~499년)
  - 북위 세종 선무제 (499년~515년)
- 제
  - 제 태조 고제 (479년~482년)
  - 제 세조 무제 (482년~493년)

## 참고 문헌
- 《삼국사기》2권 이노우에 히데오 역주, 헤이본샤〈동양문고425〉1983년 ISBN 4-582-80425-X
- 《삼국유사》쓰보이 구메조, 구사카 히로이 교정〈문과대학사지총서〉도쿄 1904년 (일본 국립국회도서관 근대 디지털 라이버리)
- 《일본서기》반 노부토모 교정, 기시다 긴코 외 1883년 (일본 국립국회도서관 근대 디지털 라이버리)

### 내용주
1. ↑  摩牟는 摩帝의 오기로 보기도 한다. '帝'의 옛 음은 'te'로 마제(摩帝)·마제(麻帝)·말다(末多)는 음이 통한다. 계림유사에서 마제(麻帝)는 頭(머리)의 음차 표기로 쓰였다.
2. ↑  고구려에게 도성을 빼앗긴 후 많은 왕족들이 죽음을 당했으며 웅진으로 천도한 후에는 해구가 문주왕을 죽이고 어린 삼근왕을 상대로 반란을 일으키는 등 왕권은 땅에 떨어진 상태였다.
3. ↑  백제계 이주 세력이 정착했던 곳이다.

### 참조주
1. 1 2  “백제 동성왕대의 정치변동과 왕권강화의 양상 - 한국학논총 - 국민대학교 한국학연구소 - KISS”. 2024년 11월 16일에 확인함.
2. ↑  “일본서기 권제14 대박뢰유무천황(大泊瀨幼武天皇；오호하츠세와카타케루노스메라미코토) 웅략천황(雄略天皇；유랴쿠텐노) 웅략천황(雄略天皇) 23년 4월 백제의 문근왕이 죽자, 곤지의 아들 말다왕을 보냄”. 《동북아역사넷》. 2024년 11월 16일에 확인함. |제목=에 라인 피드 문자가 있음(위치 5) (도움말)
3. ↑  문동석, 《5~6세기 백제의 지배세력 연구》, 한국역사연구회, 2005.
4. ↑  삼국사기/108東城王(동성왕) 보관됨 2015-06-23 - 웨이백 머신 王以耽羅不修貢賦 親征至武珍州 耽羅聞之 遣使乞罪 乃止
5. ↑  강봉룡, 《영산강유역의 고대사회와 나주 나주지역 고대사회의 성격》, 나주시․목포대학교 박물관, 1998, 81～82쪽 ; 김영심, 《百濟 地方統治體制 硏究 - 5～ 7세기를 중심으로 -》, 서울대학교 박사학위논문, 1997, 63쪽  : 탐라를 정벌하기 위해서 뿐만 아니라, 이와 더불어 영산강 유역의 옹관묘집단에 대한 영향력을 더욱 견고히하기 위해서였다고 여겨진다.
6. ↑  한국사 연대기 > 고대 > 동성왕
7. ↑  웅진시대의 공주
8. ↑  문동석,《 5~6세기 백제의 지배세력 연구》, 한국역사연구회, 2005. : 동성왕대부터는 직장명을 띤 좌평이 나타나기 시작한 것이다. 이것은 백제의 좌평제가 5세기 말엽에 서정을 분리하는 과정을 밟았음을 의미한다고 하겠다. 동성왕대 좌평 직능의 분화는 업무 분장을 통한 효율적인 통치체제을 확립하기 위해 필요 불가결한 것이었다. 그리고 이것은 바로 관료화의 진전을 나타내는 것이라 하겠다.
9. ↑  《양서》백제전.
10. ↑  문동석, 앞의 논문.
11. ↑  충청남도지, 4 웅진,사비 백제와 충남, 63~64쪽

| 전 대 삼근왕 | 제24대 백제 국왕 479년 ~ 501년 | 후 대 무령왕 |